# Click入黃金屋
《Click入黃金屋》（英語：Pages Of Treasures；前名《新網中人》）是香港電視廣播有限公司拍攝製作的時裝溫情劇集，全劇共20集，由秦沛、黎耀祥、孫耀威、郭羨妮、楊思琦及陳敏之主演，梅小青監製。

## 演員表

### 方家
| 演員   | 角色   | 暱稱/關係 |
| 秦 沛  | 方學文 | 「萬華書店」職員 顏如玉之夫 方心明、方心正、方心美之父 「開卷有益」書店老闆 宋书琦之旧同学兼暗恋对象                                                                         |
| 韓馬利 | 顏如玉 | 家庭主妇 方學文之妻 方心明、方心正、方心美之母 宋书琦之情敌 |
| 黎耀祥 | 方心明 | Stephen、OK明、阿明 方學文、顏如玉之長子 方心正、方心美之兄 袁慧中之鬥氣冤家，後為男友                                                                                       |
| 孫耀威 | 方心正 | Alex、阿正 INSS网络保安公司职员 方學文、顏如玉之次子 方心明之弟 方心美之兄 雷婉儀之男友，于第16集分手，于第20集復合 徐希敏之男友，後分手 雷树培之未来堂姑丈 童年由马俊荣饰演 |
| 何天兒 | 方心美 | Sammi、阿美 高中生 方學文、顏如玉之幼女 方心明、方心正之妹 暗戀雷樹培，于第19集為其女友                                                                                      |

### 袁家
| 演員   | 角色   | 暱稱/關係 |
| 郭羨妮 | 袁慧中 | Wendy、中瘟雞、阿中 「小妮子」紙黏土模型手工藝店店主（第14集被迫搬遷商場） 與方心明原為冤家，于第7集化解誤會并成为好友 方心明之女友、後為妻（第20集） 魯德輝之前妻 袁家曦之姊 黎佩慈之好友兼利用對象 于第3集遭黎佩慈所騙，被迫搬家 于第11集遭黎佩慈騙取10萬港幣投資水貨名錶、于第20集歸還 于第19集遭袁家曦哄騙以投資畫廊名義，將樓層按押銀行貸款80萬港幣 為救袁家曦而將貸款80萬元予其還債 |
| 鄭俊弘 | 袁家曦 | 袁慧中之弟 |

### 雷家
| 演員   | 角色   | 暱稱/關係 |
| 黃文標 | 雷文生 | 钱淑芬之前夫 雷婉儀之父 已去世 |
| 惠英紅 | 錢淑芬 | 雷文生之前妻 雷婉儀、徐希敏之母 于第20集跟随徐希敏回瑞士 |
| 楊思琦 | 雷婉儀 | Abbie、鴨髀、婉儀 營養師 雷文生、錢淑芬之長女 方心正之女友，于第16集分手，于第20集復合 雷樹培之堂姑姐 徐希敏同母異父之姊 于第20集被宋書琦刺伤，后康复 童年由鄭可琳飾演 |
| 楊秀惠 | 徐希敏 | Hillary、Hill 錢淑芬之幼女 雷婉儀同母異父之妹 方心正之女友，于第17集交往，于第20集分手 于第20集钱淑芬提及向公司调回瑞士                                                |
| 陳智燊 | 雷樹培 | Patrick 樓上咖啡店東主 雷婉儀之堂姪 方心美之好友，于第19集為其男友 |

### 唐家
| 演員   | 角色   | 暱稱/關係                                                                                   |
| 周 驄  | 唐 伯  | 「萬華書店」前東主 唐文豪之父 唐琪琪之爺爺                                                  |
| 羅浩楷 | 唐文豪 | 唐伯之子 唐琪琪之父 方學文前上司                                                            |
| 李美慧 | 唐琪琪 | 高中學生 唐文豪之女 方心美、史盈盈、高詠欣之天敵 于第18集涉嫌盗用他人电脑户口偷窃试卷而被捕 |

### INSS網路保安公司
| 演員   | 角色       | 暱稱/關係 |
| 孫耀威 | 方心正     | Alex 「技術支援部」總經理 徐希敏之前男友 參見方家 |
| 楊秀惠 | 徐希敏     | Hillary 「技術支援部」副經理 方心正之女友，後分手 |
| 張達倫 | 高家岳     | K.O 「INSS網路保安公司」經理 徐希敏之外遇对象、于第12集分手 因誤會徐希敏與方心正有曖昧而報復兩人 于第12集勾結駭客，被方心正、徐希敏聯手合作揭發，遭公司開除 |
| 布偉傑 | Ken Wilson | 「INSS網路保安公司」新任經理 方心正之美國大學師兄兼上司 |
| 阮 兒  | Emily      | 「技術支援部」職員 方心正之祕書 暗恋方心正 雷婉儀之情敌 |
| 鄭世豪 | Frankie    | 「技術支援部」職員 方心正、徐希敏之下屬 |
| 曾愛媚 | Daisy      | 「技術支援部」職員 方心正、徐希敏之下屬 |
| 李霖恩 | Herman     | 「技術支援部」職員 方心正、徐希敏之下屬 |
| 王基信 | Albert     | 「技術支援部」職員 方心正、徐希敏之下屬 |
| 蔡考藍 | Ceci Chan  | 「技術支援部」職員 方心正、徐希敏之下屬 |

### 魯家
| 演員   | 角色   | 暱稱/關係 |
| 馮素波 | 蘭 姨  | 魯德輝之母 袁慧中之前奶奶 張翠玲之奶奶 長居老人院，第8集被家人接回同住                                              |
| 張松枝 | 魯德輝 | 冇德輝 阿蘭之子 袁慧中前夫 張翠玲之夫 方心明、口水昌、戴文強、大麻成中學舊同學，合稱「五虎將」 阿英之客戶兼外遇對象 |
| 楊卓娜 | 張翠玲 | 魯德輝之祕書兼第二任妻子                                                                                            |

### 其他演員
| 演員   | 角色      | 暱稱/關係 |
| 陳敏之 | 黎佩慈    | Pansy 地產經紀 袁慧中之好友 |
| 龔茜彤 | 高詠欣    | Olive 方心美、史盈盈之同學兼好姊妹 唐琪琪之天敌 |
| 林漪娸 | 宋書琦    | 精神病患者 方學文之旧同学，并暗戀其 颜如玉之情敌 陸知賢之母 于第18集登场 於第20集刺傷雷婉儀，后被捕                                                  |
| 陳美詩 | Michelle  | 職業模特兒、女同性戀者 MOSS成員之一 雷樹培之暗戀對象 喜歡方心美                                                                                      |
| 蔣家旻 | 史盈盈    | Stephy 高中學生、SOS、MOSS成员之一 方心美、高詠欣之同學兼好姊妹 唐琪琪之天敌 Norman之前女友                                                          |
| 林淑敏 | June      | 「小妮子」紙黏土模型店店員 袁慧中之下屬 |
| 謝兆   | Apple     | 高中學生 唐琪琪之友 |
| 鍾 煌  | 芳 芳     | 高中學生 方心美、高詠欣、史盈盈同學兼好友 第18集誤為方心美網上偷試卷而疏離                                                                           |
| 陳勉良 | 標 叔     | 「美豪大夏」看更 |
| 招石文 | 華 叔     | 「美豪大夏」看更 |
| 魏惠文 | 何俊峰    | 「萬華書店」職員 |
| 黃梓瑋 | 阿 娥     | 「萬華書店」職員 |
| 許文翹 | 阿 雄     | 「萬華書店」職員 |
| 張笑千 | 阿 發     | 「萬華書店」職員 |
| 劉桂芳 | 蔡 太     | 顏如玉之好友 |
| 李麗麗 | 程 太     | 顏如玉之好友 |
| 彭冠中 | 戴少強    | 打靶強 二手店老闆 與方心明、口水昌、大麻成、魯德輝合稱「五虎將」 涉嫌賣贓物，後自首                                                                  |
| 邵卓堯 | 口水昌    | 茶餐廳夥記 與方心明、戴少強、大麻成、魯德輝合稱「五虎將」                                                                                            |
| 羅天池 | 大麻成    | 水電師傅 與方心明、口水昌、戴少強、魯德輝合稱「五虎將」                                                                                              |
| 曾守明 | 阿 賢     | 警察 |
| 黃子恆 | 阿 維     | 警察 |
| 何婷恩 | Eve       | 「流樓地咖啡Shop」店員 雷樹培之下屬 |
| 趙希洛 | Liza      | 「流樓地咖啡Shop」店員 雷樹培之下屬 |
| 廖麗麗 |           | 顏如玉之好友（第1集） |
| 馮康寧 |           | 「輝明傢具店」老闆（第1集） |
| 何偉業 |           | 電腦維修員（第1集） |
| 周寶霖 | Ceci      | 方心正之朋友（第1集） |
| 黃俊伸 | Peter     | 方心正之朋友（第1集） |
| 裘卓能 | Billy     | 方心正之朋友（第1集） |
| 賀文傑 |           | CID（第1集） |
| 陳建文 |           | CID（第1集） |
| 林遠迎 | 財 哥     | 商場保安（第1-2集） |
| 孫季卿 | 劍 叔     | 「萬華書店」老主顧（第1-2集） |
| 梁珈詠 | Ann       | 「小妮子」紙黏土模型店前店員 向袁慧中討取加班費（第2集）                                                                                             |
| 凌禮文 | 中醫師    | （第2集） |
| 曾玉娟 | 師 奶     | （第2集） |
| 蘇恩磁 | 張 太     | 袁慧中所租住樓層之包租婆 與黎佩慈聯手騙袁慧中，而順利賣掉其樓層（第3集）                                                                             |
| 馬貫東 | -         | 藥局店員（第3集） |
| 馬貫東 | -         | 名牌手袋廣告片美術指導（第14集） |
| 鄭家俊 | Dicky     | 在機場準備出國讀書之兒子（第4集） |
| 陸駿光 | -         | 地產經紀 遭黎佩慈搶生意（第4集） |
| 楊瑞麟 | 陳啟發    | 「港全保安公司」人事部經理 方心明之上司（第5集） |
| 郭德信 | 程 生     | 程太之夫 |
| 張漢斌 | 關 炳     | 「港全保安公司」保安（「ITC大樓」） 陳啟發之下屬 方心明之舊同事                                                                                      |
| 子明   | 鑑 叔     | 長居老人院 唐伯、蘭姨、譚伯之院友 |
| 李海生 | 譚 伯     | 長居老人院 唐伯、鑑叔、蘭姨之院友 |
| 徐玟晴 | -         | 老人院之護士 |
| 劉天龍 | -         | 「發記潮州打冷」餐廳夥計 |
| 游 飈  | 肥 龍     | 大麻成朋友（第9集） |
| 麥皓兒 | -         | 「百囍酒樓」櫃台侍應（第9集） |
| 陳志健 | Leon      | 唐琪琪前男友之一 Michele之粉絲（第10集） |
| 陳嘉露 | -         | 商場時裝售貨員（第10集） |
| 何俊軒 | -         | 「嬌美化粧品」廣告片導演（第10集） |
| 沈可欣 | 高 太     | 高家岳之妻（第11集） |
| 單俊偉 | Nadal     | 唐琪琪前男友 網球教練 輸給雷樹培（第10集） |
| 趙永洪 | Kenny Lam | 地產經紀 黎佩慈同事 因不滿常受黎佩慈所欺，向其鼓吹投資港幣20萬炒作名錶（投資失敗）                                                                   |
| 鄭毅邦 | 阿 海     | 第11集 |
| 李 豪  | -         | 與方心明、方心正踢球之少年（第11集） |
| 黃長發 | 邦 少     | 蘇豪富貴集團太子爺 對Michele毛手毛腳當街遭摑（第12集）                                                                                               |
| 陳錫江 | 梁松柏    | 「開卷有益」書店前老闆 方學文之老友 第13集頂讓給方學文                                                                                               |
| 鄭嘉雯 | -         | 名錶店售貨員（第12集） |
| 鄭健樂 | -         | 沙灘壯男（第13集） |
| 黃智雯 | Bennie    | 唐琪琪之沙灘排球隊友（第13集） |
| 黃 瑩  | Coco      | 唐琪琪之沙灘排球隊友（第13集） |
| 莊狄生 | -         | 「開卷有益」書店應徵者（第13集） |
| 賀文傑 | -         | 「開卷有益」書店應徵者（第13集） |
| 溫尚儒 | -         | 「開卷有益」書店應徵者（第13集） |
| 陳宙希 | -         | 陪朋友至藥局看病青年（第13集） |
| 歐梓浩 | -         | 藥局看病青年（第13集） |
| 江梓瑋 | -         | 藥局店員（第13集） |
| 鄧英敏 | Jeff      | 名牌手袋廣告投資商（第14集） |
| 楊證樺 | David     | Michelle經紀人 |
| 李穎芝 | -         | 名牌手袋廣告之Model（第14集） |
| 曾婉莎 | -         | 名牌手袋廣告之Model（第14集） |
| 曾健明 | 彭經理    | 商場經理（第14集） |
| 陳狄克 | 志 康     | 「開卷有益」書店職員（第15集） 第16集因健康因素逼迫方學文補錢離職                                                                                    |
| 寧 進  | -         | 「L'amour」餐廳侍應（第15集） |
| 周麗欣 | 阿 英     | 魯德輝客戶兼外遇對象（第15集） |
| 戴耀明 | 阿 威     | 「港全保安公司」保全（「ITC大樓」） 方心明前同事 關炳同事 陳啟發之下屬（第15集）                                                                     |
| 鄒永彪 | 客 人     | 第17集 |
| 蘇麗明 | -         | 警察（罪案調查科） 調查「網上偷試卷」一案（第17集）                                                                                                  |
| 沈震軒 | -         | 警察（罪案調查科） 調查「網上偷試卷」一案（第17集）                                                                                                  |
| 張頴康 | -         | 督察 調查「網上偷試卷」一案（第17集） |
| 李 楓  | 徐王麗霞  | 徐期浩之母（第18集） |
| 黃祥興 | 徐期浩    | Norman 整型醫生 王麗霞之子 黎佩慈男友 |
| 黃淑君 | Irena     | 整型醫院護士（第18集） |
| 楊鴻俊 | -         | 袁家曦朋友（第18集） |
| 蔡康年 | 陳大良    | 北京「清仁南大學美術系」畢業 香港著名畫家協會成員之一 「良辰美景」畫廊老闆 偶爾客串舞台劇、電視劇集演出 受袁家曦所騙，誤為與其合作畫廊生意（第19集） |
| 湯俊明 | -         | 「開卷有益」之顧客（第19集） |
| 卓 躒  | -         | 「開卷有益」之顧客（第19集） |
| 麥子樂 | 陸知賢    | 宋書琦之子（第20集） |
| 吳香倫 | 何秀瑩    | |

## 軼事
- 該劇於翡翠台首播時的播映時段本來播放《盛世仁傑》，宣傳片已播放出街，後來電視台管理層臨時抽調《Click入黃金屋》播放，原因爲近期劇集之劇情沉重，鑑於《盛世仁傑》劇情也沉重，所以希望改播一些溫情小品劇，劇情也比較輕鬆。巧合的是，《盛》及《C》劇均有郭羨妮、黎耀祥爲主要演員。《盛世仁傑》最後延至2012年4月2日才在翡翠台首播。
- 此劇是孫耀威其中一部為無綫電視拍攝的兩部劇集（另一部為《森之愛情》）。 是他的告別 他在2024年 的 逆天奇案2 客串

## 收視
以下為本劇於香港無綫電視翡翠台之收視紀錄：
| 週次 | 日期                          | 香港平均收視 | 最高收視 | 百分比 | 广州CSM收视              |
| 1    | 2008年12月8日-2008年12月12日  | 27點         | 31點     | 87%    | 1-18集16.73 19-20集16.99 |
| 2    | 2008年12月15日-2008年12月19日 | 25點         |          | 86%    | 1-18集16.73 19-20集16.99 |
| 3    | 2008年12月22日-2008年12月26日 | 24點         |          | 85%    | 1-18集16.73 19-20集16.99 |
| 4    | 2008年12月29日-2009年1月2日   | 28點         | 33點     | 85%    | 1-18集16.73 19-20集16.99 |

## 註腳
1. ↑  《Click入黃金屋》官方海報演員次序

## 電視節目的變遷
| 畢打自己人 2008年10月20日-2010年2月12日 |                                                                       |                                                                       |                         |
| 上一套： 東山飄雨西關晴 -12月5日        | 翡翠台/高清翡翠台第二綫劇集（2008-2009） Click入黃金屋 12月8日-1月2日 | 翡翠台/高清翡翠台第二綫劇集（2008-2009） Click入黃金屋 12月8日-1月2日 | 下一套： 鹿鼎記 1月5日- |
| 珠光寶氣 2008年10月20日-2009年2月13日   |                                                                       |                                                                       |                         |

| 翡翠台黃昏劇集時段 星期一至五 17:55-18:25 | 翡翠台黃昏劇集時段 星期一至五 17:55-18:25 | 翡翠台黃昏劇集時段 星期一至五 17:55-18:25 |
| ----------------------------------------- | ----------------------------------------- | ----------------------------------------- |
|                                           | Click入黃金屋 （2009.12.08 - 2010.02.01） |                                           |
| 西遊記（貳） （2009.08.07 - 2009.12.03）  | 搜神傳 （2010.02.02 - 2010.03.31）        |                                           |